# Spazz
A Spazz 1992–2000 között aktív, amerikai powerviolence együttes. Powerviolence, sludge metal, thrashcore és hardcore punk műfajokban zenéltek. 1992-ben alakultak meg Redwood Cityben. A zenekarra jellemző volt a humor is, hiszen általában hosszú és értelmetlen dalcímekkel, illetve kungfu- és ZS kategóriás filmekből bevágott jelenetek is megjelentek a számaikban. Továbbá szaxofont és bendzsót is használtak, amely a hardcore punk műfajra egyáltalán nem jellemző. Három nagylemezt, öt EP-t, több középlemezt és három válogatáslemezt jelentettek meg. 2000-ben feloszlottak. Feloszlásuk után az együttes tagjai szólókarrierbe kezdtek, vagy más zenekarokba mentek zenélni.

## Tagok
- Chris Dodge
- Max Ward
- Dan Bolleri

## Diszkográfia
- Dwarf Jester Rising (1994)
- La Revancha (1997)
- Crush Kill Destroy (1999)